# Perilampus chrysopae
Perilampus chrysopae är en stekelart som beskrevs av Crawford 1914. Perilampus chrysopae ingår i släktet Perilampus och familjen gropglanssteklar. Inga underarter finns listade i Catalogue of Life.